# Confederación Empresarial Vasca
La Confederación Empresarial Vasca (Confebask) está formada por las asociaciones de Álava, Guipúzcoa y Vizcaya.

## Historia
Confebask se constituyó el 4 de marzo de 1983 por iniciativa de sus tres organizaciones miembro, en aquel momento Adegui (Asociación de Empresarios de Guipúzcoa), SEA (Sindicato Empresarial Alavés) y CEV (Centro Empresarial de Vizcaya), para representar y defender de forma unitaria los intereses generales y comunes de los empresarios vascos.
Su origen se sitúa, sin embargo, mucho antes cuando en los últimos años del régimen franquista diversos empresarios vascos, conscientes de la necesidad de una organización que diera respuesta a los nuevos retos socioeconómicos y políticos que se atisbaban, comenzaron a trabajar en la creación de una organización unitaria: Einkor; proceso que se vio, sin embargo, truncado por diferencias de concepción.
Esa situación dio lugar al surgimiento de las organizaciones empresariales provinciales, entonces dos por cada territorio. En la medida en que fue produciéndose la convergencia de éstas en cada territorio, se reiniciaron también las conversaciones para la constitución, por primera vez en la historia, de una organización empresarial vasca unitaria que desde 1983 ha venido dedicando sus esfuerzos a defender los intereses del conjunto de los empresarios vascos y el desarrollo de Euskadi y sus gentes como un agente social comprometido y activo.
El 17 de noviembre de 1988, el colectivo empresarial vasco daría otro paso en la defensa y representación de sus intereses con la incorporación a la Confederación Española de Organizaciones Empresariales (CEOE), cuatro años después de que la CGEV y el CEV, las dos organizaciones empresariales vizcaínas, se unieran para crear en julio de 1984 el Centro Industrial y Mercantil de Vizcaya, hoy Cebek.

## Los frutos del esfuerzo
A lo largo de este tiempo Confebask ha consolidado logros importantes:
- Interlocutor y referente. Como agente dinámico de la sociedad vasca y aglutinante de los intereses empresariales, se ha convertido en un interlocutor privilegiado para aquellas instituciones, grupos y organizaciones con los que la empresa interactúa y en el portavoz y referente del propio colectivo empresarial vasco.

- Representación y defensa. Confebask participa activamente en todos y cada uno de los foros donde se tratan cuestiones que afectan al presente y futuro de la empresa vasca, prestando su voz al colectivo empresarial y transmitiendo sus retos, necesidades y aportaciones.

- Libre empresa. Confebask ha colaborado en la promoción y defensa de la iniciativa privada y la libre empresa como fórmula de bienestar y progreso, siendo también este uno de sus principios fundacionales.

- Proyecto de país. Al convertirse en pieza clave del entramado institucional y socioeconómico del País Vasco, ha participado de forma decisiva en la construcción, modernización y progreso de Euskadi y sus instituciones.

- Figura empresarial.- Ha contribuido a dignificar la figura y la actividad empresarial, mejorando su imagen y proyección pública.

- Acercamiento social.- Ha facilitado un acercamiento de la sociedad al colectivo empresarial y sus problemas y, simultáneamente, una mayor imbricación del empresario en la sociedad a la que pertenece, lo que ha permitido un enriquecimiento mutuo y un reflejo más fiel de la realidad empresarial.

- Pacificación.- Confebask ha mostrado una postura firme y valiente contra el terrorismo, arropando a quienes sufrían sus secuelas y levantando su voz contra la violencia y los violentos. Del mismo modo, ha traslado a las instituciones y las fuerzas políticas el sentir de la parte de la sociedad que representaba y sus deseos y aportaciones para la paz, la estabilidad y la normalización.

- Independencia.- Confebask ha mantenido en todo momento una total independencia política respecto a las distintas opciones y planteamientos partidistas existentes en la sociedad vasca, teniendo como único objetivo y referencia la defensa de los intereses generales y comunes de los empresarios vascos y la pluralidad del colectivo.

- Sensibilización competitiva. Consciente de la importancia que para el desarrollo de Euskadi y su tejido empresarial tiene la búsqueda permanente de ventajas competitivas, Confebask ha realizado durante este tiempo una continuada labor de sensibilización social y empresarial colaborando en el diseño y puesta en marcha de diferentes iniciativas y herramientas que junto a la colaboración permanente con las instituciones han dado importantes frutos en ámbitos como la política industrial, la formación, el medio ambiente, la calidad, la internacionalización, la I+D o la innovación, entre otros.

- Relaciones laborales. A la voluntad de entendimiento y negociación que ha presidido la actuación de Confebask se ha debido también la existencia de instituciones como el CRL y de acuerdos e instrumentos que como el Preco, el Acuerdo por el Empleo, el de Formación Continua o el de Prevención de Riesgos Laborales han sido beneficiosos para el conjunto de los trabajadores y empresarios vascos.

- Unidad empresarial. En el plano interno, Confebask ha conseguido que los empresarios vascos consolidaran un proyecto empresarial propio basado en la unidad y el compromiso con el máximo respeto a la autonomía y la idiosincrasia de sus tres socios constituyentes.

## Estructura asociativa
La estructura asociativa de Confebask se articula sobre la base de tres organizaciones empresariales de carácter territorial a través de las que se asocian con carácter voluntario las diferentes empresas y organizaciones sectoriales presentes en cada uno de los tres Territorios Históricos del País Vasco. Estas organizaciones son la Confederación Empresarial de Vizcaya (CEBEK), la Asociación de Empresarios de Guipúzcoa (ADEGI) y SEA- Empresarios Alaveses. Su labor fundamental se centra en la representación y defensa de los intereses empresariales en su respectivo ámbito territorial de actuación, la participación institucional en todos aquellos foros donde se dilucidan cuestiones de interés empresarial y la prestación de servicios a las empresas y federaciones de cada provincia.

## Presidentes
- José María Vizcaíno
- Baltasar Errazti
- Román Knörr
- Miguel Lazpiur
- Miguel Ángel Lujua
- Roberto Larrañaga
- Eduardo Zubiaurre
- Isabel Busto
- Tamara Yagüe

## La amenaza constante de ETA
Durante años el colectivo empresarial vasco ha sido uno de los que más han sufrido la violencia terrorista de ETA con numerosos empresarios asesinados o secuestrados y la pervivencia de la extorsión y la amenaza del llamado impuesto revolucionario. 
Pese a ello, los empresarios vascos han demostrado su férreo compromiso con Euskadi manteniéndose en su puesto, rechazando, con Confebask al frente, el chantaje y demostrando un tesón y fortaleza que ha contribuido en buena medida al alto nivel de desarrollo, el tercero más alto de la Unión Europea económico y social de que hoy goza el País Vasco.
Afortunadamente, el alto el fuego de ETA de 2010 propició que la banda armada comunicara tanto a Confebask como a CEN el cese de la petición de impuesto revolucionario en marzo de 2011, mediante una carta escrita a sendos presidentes.